# Marquês de Pombal (Metro de Lisboa)

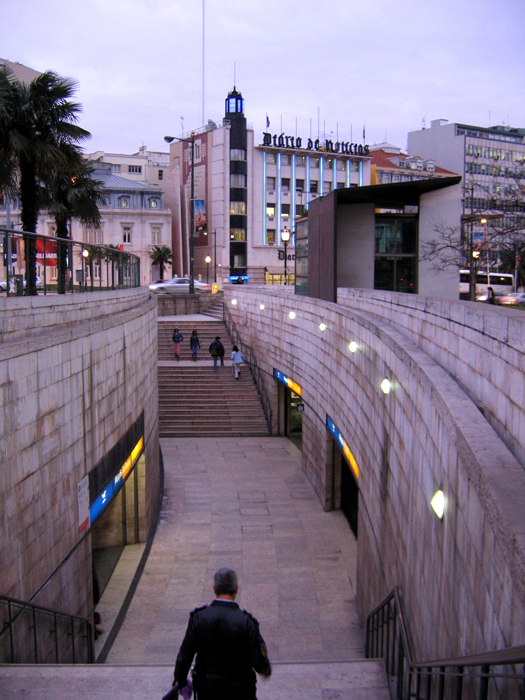
Entrada de la estación

Marquês de Pombal (hasta 1995 llamada Rotunda) es una estación doble del Metro de Lisboa, donde se conectan dos líneas: la Línea Azul y la Línea Amarilla. Se sitúa en el municipio de Lisboa, entre las estaciones de Parque y Avenida (Línea Azul) y las de Picoas y Rato (Línea Amarilla). Es una de las once estaciones pertenecientes a la red original del metro de Lisboa, inaugurada el 29 de diciembre de 1959.
Esta estación, una de las más concurridas de la red, se localiza en la Praça Marquês de Pombal, junto al cruce con la Av. Marquês de Fronteira. Posibilita el acceso al Parque Eduardo VII y a la parte alta de la Avenida da Liberdade. Está equipada para poder atender a pasajeros con movilidad reducida: varios ascensores facilitan el acceso al andén.

## Estación de la Línea Azul

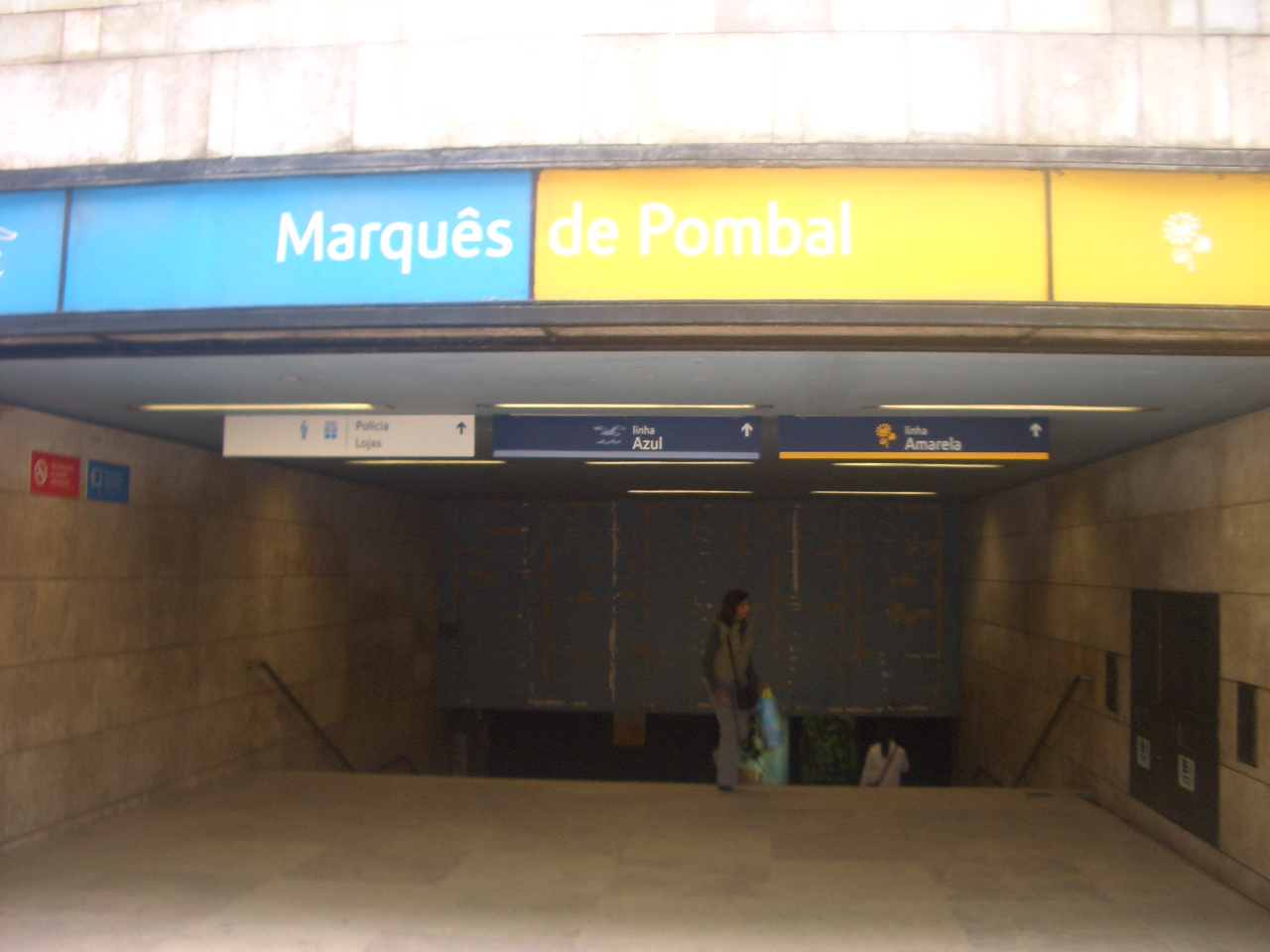
Detalle de la entrada

Fue inaugurada el 29 de diciembre de 1959. El proyecto arquitectónico original es de la autoría de los arquitectos Francisco Keil do Amaral y Falcão e Cunha, y las intervenciones plásticas de la pintora Maria Keil. En 1995, en virtud de la desconexión del cruce de vías allí existente, la estación fue objeto de una profunda remodelación, de acuerdo con un proyecto arquitectónico de la autoría de los arquitectos José Daniel Santa-Rita y João Santa-Rita, y las intervenciones plásticas de los escultores João Cutileiro y Charters de Almeida. La remodelación de la estación implicó la prolongación de los andenes de embarque y la construcción de un espacio de interconexión a la nueva estación, de la Línea Amarilla.

## Estación de la Línea Amarilla
Fue inaugurada el 15 de julio de 1995 en el ámbito de la desconexión de las actuales líneas Azul y Amarilla. El proyecto arquitectónico original es de la autoría de los arquitectos Duarte Nuno Simões y Nuno Simões, y las intervenciones plásticas de la pintora Menez.